# V565 Возничего
V565 Возничего (лат. V565 Aurigae) — двойная затменная переменная звезда типа Алголя (EA) в созвездии Возничего на расстоянии (вычисленном из значения параллакса) приблизительно 3749 световых лет (около 1149 парсеков) от Солнца. Видимая звёздная величина звезды — от +12,19m до +11,84m. Орбитальный период — около 4,265 суток.